# Carol Lapointe
Carol Lapointe (ur. 26 czerwca 1969) – kanadyjska zapaśniczka walcząca w stylu wolnym. Zajęła ósme miejsce na mistrzostwach świata w 1995. Brązowa medalistka mistrzostw Wspólnoty Narodów w 1993 roku.